# Adrasto (padre de Eurídice)
En la mitología griega Adrasto (en griego Ἄδραστος), citado en una sola fuente, fue el suegro de Ilo.  Apolodoro nos dice que «Ilo fundó una ciudad que llamó Ilión. Habiendo suplicado a Zeus que le mostrase algún signo, con el día vio delante de su tienda, caído del cielo, el Paladio. A continuación Ilo se desposó con Eurídice, hija de Adrasto, y engendró a Laomedonte». Es posible que Adrasto también fuera abuelo de Temiste, la madre de Anquises, aunque no se especifica que su hija Eurídice fuera la madre. También es posible que la ciudad helespontia de Adrastea fuese llamada en su honor.